# La sala da tè dell'orso malese
La sala da tè dell'orso malese è una raccolta di storie brevi a fumetti legate dal filo conduttore del luogo della sala da tè, gestita dall'orso malese Sigfrido, come vero e proprio punto focale di incontro del vario cast di personaggi. Il locale è di fatto un “consultorio psico-animico”, come ricordato dall'autore nella postfazione, dove i destini dei vari personaggi (mitologici, antropomorfi, umani...) si incontrano ed acquistano una svolta. In Italia è stato pubblicato da Tunué nel 2009; accompagnano l'edizione la prefazione di Enricque Ventura e di José V. Gatadí, mentre la postfazione finale è dello stesso autore, firmatosi con lo pseudonimo di Ruben Diván.

## Genesi
La maggior parte delle storie raccolte sono state precedentemente pubblicate sulla rivista spagnola Dos veces breve, attiva dal 2002 al 2005, tuttavia per l'edizione de La sala da tè i vari capitoli sono stati riadattati e riscritti, per meglio rendere nel formato 24x17 cm e per unificare le storie anche dal punto di vista grafico, dotandole di maggiore uniformità.

## Trama

### Dietro il bancone
Pubblicato originariamente su Dos veces breve 3
Caetano Crayon, ex-supereroe cittadino, ha dovuto rinunciare alla propria carriera a causa della sua improvvisa cecità, avvenuta in un incidente sul “lavoro”. Da quando non si dedica più alla lotta contro il crimine, Caetano è profondamente depresso e trascorre le giornate oziando alla sala da tè. Sorte altrettanto sfortunata affligge Erminia, l'avvenente gorgone: tutti gli uomini di cui si innamora sono destinati a mutarsi in pietra al suo primo sguardo. È proprio il confidente dei loro mali, l'orso Sigfrido, ad avere il colpo di genio: è il barista a presentare i due che così iniziano a frequentarsi, finalmente liberi dai loro handicap.

### La lucciola
Pubblicato originariamente su Dos veces breve 4
Una notte, ormai solo nel locale, Sigfrido si ferma ad osservare una lucciola di passaggio. L'insetto gli ricorda l'incontro avvenuto tanti anni prima con la sua compagna Miriam e suo grande amore. L'orso malese, infatti, ha alle spalle l'abbandono della moglie che, persa la gravidanza a causa di una accidentale caduta dalle scale, ha preferito abbandonare il compagno piuttosto che tormentarlo col peso della depressione che ormai aveva cominciato ad affliggerla.
Anni dopo, spostatosi in una città e con una nuova attività ad occuparlo, Sigfrido non è tuttavia riuscito mai a dimenticarla del tutto.

### Antón in fiamme
Inedita
Una rabbia cieca e furiosa si impadronisce spesso di Antón, quando questi è in preda ai fumi dell'alcol. In queste occasioni, dopo l'esplosione della sua ira incontrollata, viene solitamente un prete, immaginaria manifestazione della sua coscienza, a fargli la predica e a farlo riflettere sui fatti appena avvenuti.
Eppure un giorno lo sfortunato non ce la fa più. Uccise la moglie e la figlia in un impeto irrazionale, Antón non può che trovarsi colpevole imperdonabile del misfatto e così, dopo una mesta bevuta alla sala da tè in compagnia del prete, si lancia da una scogliera in preda al rimorso. A muoverlo è la speranza di riunirsi, nell'aldilà, alle sue donne più care.

### Gira la chiave
Pubblicato originariamente su Dos veces breve 5
Adam Kent è stato un supereroe, un Superman invincibile, anche di fronte alla morte. Eppure è proprio questa capacità ad averlo condannato ad un destino solitario, a sopravvivere ai propri amici e al proprio amore, Lois. Votatosi ad una vita di vedovo “normale”, abbandona la propria lotta per l'umanità e trascorre il tempo alla sala da tè o in visita al suo amico ed ex-collega Bruce. Questi, ormai alienato dalla società, è rinchiuso in isolamento in un manicomio ed, incapace di sopportare un'esistenza del genere, chiede all'amico Adam di ucciderlo.
Superman è tuttavia restio a macchiarsi del delitto, anche solo per pietà verso l'ex-collega, e così chiede consiglio a Sigfrido. L'orso gli suggerisce di pensare ad una soluzione alternativa.
Kent, allora, finalmente libero dal lacerante dilemma, libera Bruce, che torna ad essere Batman e a combattere il crimine. Superman, superata la crisi, comincia una nuova vita, inizia a frequentare nuove compagnie, torna ad usare i propri poteri e ad essere “l'Uomo d'acciaio”.

### Ordini
Pubblicato originariamente su Dos veces breve 7
Daumier Correvuela brinda spesso alla salute del suo vecchio generale Jaques Marfil. Di fronte alle rimostranze degli altri clienti della sala da tè, disturbati dai suo rumorosi brindisi, racconta il giorno in cui ha avuto salva la vita proprio grazie al suo superiore. Durante la guerra, infatti, questi ha affidato all'allora giovane Correvuela le ultime lettere dell'intero plotone, ormai spacciato e destinato all'annientamento.

### Giubbotto antiproiettile per una bambina
Pubblicato originariamente su Dos veces breve 8
Su un'auto padre e figlia corrono disperati lungo l'autostrada, in fuga da temibili soldati al soldi dell'imperatrice. La bambina sente l'impellente bisogno di andare al gabinetto ed il padre acconsente. Fermatisi alla sala da tè, l'uomo racconta delle proprie disavventure a Sigfrido: è un soldato, uno spartano, ed è costretto a fuggire perché l'imperatrice, invaghitasi di lui, non ha sopportato il rifiuto del suo suddito. Uccisa la moglie e costretto ad un rocambolesco esilio tormentato da sicari imperiali, lo spartano cerca in tutti i modi di proteggere la propria bambina.
Durante il racconto giungono i guerrieri sulle tracce della coppia, lo spartano, affidata la bimba a Sigfrido, li affronta eroicamente e li vince. Salvatosi dall'assalto è tuttavia costretto a riprendere subito la sua fuga.
Nella storia José V. Gatadí, editore di Dos veces breve riconosce degli omaggi a manga quali Dragon Ball e Lone Wolf and Cub.

### Patate
Titolo originale: Patacas
Pubblicato originariamente nel catalogo Na vangarda 2005 e vincitore del premio omonimo della giunta della Galizia 2005
L'ippopotamo Donatello, solitario coltivatore di patate, cresce i suoi amati tuberi ormai vedovo e privato dal fato del proprio figlio. Unici a rallegrare le sue giornate sono due animaletti domestici: Igor e Pifif, un maialino ed un uccellino. Una notte sogna i suoi cari e, deciso a riunirsi con loro, si dirige in città per lasciare in affidamento all'amico Sigfrido i due animali domestici. Tornato alla fattoria scava una fossa e vi seppellisce, immergendosi nella terra che nutre i suoi tuberi.

### Le cose che finiscono per rompersi
Inedito
Edgardo Mediohombre è incapace di mettere una parola fine alla relazione avuta con Alicia. Nonostante la ragazza l'abbia lasciato, lui è incapace di dimenticarla e perciò si consola ubriacandosi alla casa da tè finché l'amico Sergio, stanco di vedere l'amico in quello stato, lo porta in un bordello. Lì Edgardo incontra la prostituita Cielo, fascinosa donna-gatto che, nonostante l'avvenenza e l'indole amichevole, suscita il rifiuto di Edgardo. Questi, dopo aver trascorso la notte con la ragazza, è infatti ancora più nostalgicamente ferito dalla mancanza di Alicia.
Giorni dopo, quando incontra la vecchia fiamma, dopo una conversazione fra i due. Edgardo non può che andare a casa, amareggiato, e riflettere sulla fragilità delle cose.

## Riconoscimenti
- Salone del Fumetto di Barcellona, 25ª edizione:
  - Miglior opera nazionale, nomination
  - Miglior sceneggiatura, nomination
  - Miglior disegno, nomination
  - Autore rivelazione, vincitore
- Premi della Critica 2007:
  - Miglior opera dell'anno, vincitore
- Vincitore nella categoria"Miglior opera straniera" al Komikfest 2009 di Praga
- Vincitore nella categoria "Miglior autore straniero" al Festival FullComics & Games di Sarzana[3]